# احمد بن فرخ
احمد بن فرخ که همچنین احمد فرخ نیز نوشته می‌شود، پزشک ایرانی اهل هرات بود. وی در قرن ۱۲ میلادی زندگی می کرد. وی یکی از آموزگاران اسماعیل جرجانی بوده‌است. وی نویسندهٔ دانشنامهٔ فارسی طب به نام کیفیت بوده‌است که امروزه موجود نیست اما شهرت زیادی میان دانشمندان تا مدت‌ها پس از وی داشت.
کتاب فرمول‌های ساخت داروی ترکیبی که توسط وی ابداع شده‌اند در کتابخانه ملی پزشکی ایالات متحده آمریکا نگهداری می‌شوند. این کتاب ۱۱ سرفصل دارد.